# Scherlenheim
Scherlenheim é uma comuna francesa na região administrativa de Grande Leste, no departamento Baixo Reno. Estende-se por uma área de 2,3 km². Em 2010 a comuna tinha 127 habitantes (densidade: 55,2 hab./km²).